# Jean-Paul Albinet
 (novembre 2016).
Si vous disposez d'ouvrages ou d'articles de référence ou si vous connaissez des sites web de qualité traitant du thème abordé ici, merci de compléter l'article en donnant les références utiles à sa vérifiabilité et en les liant à la section « Notes et références ».
Jean-Paul Albinet, né le 13 décembre 1951 à  Carmaux  et mort le 3 mai 2022 dans le 14e arrondissement de Paris, est un artiste plasticien contemporain.

## Biographie
D'abord intéressé par la peinture figurative, il s'inscrit à l'École des beaux-arts de Toulouse puis prolonge ses études à l'École nationale supérieure des arts décoratifs, à Paris.
Il entame très jeune un parcours d'artiste parsemé de travaux où se côtoient allègrement, vraies prises de risques et joyeuses provocations.[style à revoir] Il est notamment le cofondateur du groupe d'artistes UNTEL  qui a été très actif sur la scène de l'art contemporain en pleine effervescence, au cours des années '80. En témoignent les nombreuses actions et performances réalisées dans les rues de plusieurs villes en France, ainsi que leur participation à des expositions internationales. Récemment [Quand ?] les centres d'art Le Lait (Albi) et La galerie (Noisy-le-sec) ont mis en place des rétrospectives partielles de leurs travaux. Leur emblématique installation (100 m2)  "Vie quotidienne - environnement de type Grand Magasin" acquise par le FNAC, en 2009, a été présentée dans les collections du Musée d'art moderne et contemporain de Strasbourg.
Toujours dans l'esprit UNTEL, Jean-Paul Albinet développe par la suite une vision plastique inspirée par l'image médiatique du corps et les slogans publicitaires, qu'il collectionne en permanence. À partir de 1988, il commence à peindre des codes-barres, souvent disposés dans l'espace du tableau, en confrontation avec un graphisme inspiré par l'imagerie du vitrail.
Dès 1990, Jean-Paul Albinet a été le premier artiste à se faire réellement attribuer par Gencod (GS1 France actuellement) une signature numérique, le 337731. Elle va lui servir à identifier toute sa production jusqu'à devenir sa propre marque de fabrique, comme les entreprises. Il est également le premier, à partir de cette période, à développer le potentiel d'expression plastique du code-barres signe technologique devenu une véritable "Icône de la mondialisation" symbolisant les échanges commerciaux. Cette approche unique et singulière lui offre la possibilité de créer des "œuvres qui parlent" dont les messages figurant sous forme de code/barres, sont tous lisibles avec une application pour smartphone.
L'intrusion de ce langage universel dans le champ artistique par Jean-Paul Albinet a été un choix radical, visionnaire et sans concession, qui contribue largement à la force critique de ses œuvres.

## Expositions

### Expositions UNTEL
- 2016: "Le temps de l'audace" ADIAF, IAC Villeubanne
- "Destival Charivari " Interventions d' UNTEL réactualisées, dans les rues de Villeurbanne
- "UNTEL, la chemise touriste"  Salon Art-O-Rama , Marseille
- MAD Editions, Maison Rouge, Paris
- 2015 : "COLLECTION '15" Institut d'art contemporain, Villeurbanne
- "L'art d'être touriste" Galerie michèle didier, Paris
- "Hors texte" Livres d'artistes, CAPC, Bordeaux
- 2013 : Le sac Untel et Mise en fiches, FIAC Grand Palais, Paris, stand mfc-michèle didier,
- 2013 : La boîte Untel Galerie mfc-michèle didier, Paris
- 2012 : Dans le cadre des collections permanentes du Musée d'art moderne et contemporain de  Strasbourg une salle entière est consacrée à l'installation majeure du groupe             UNTEL intitulée: Vie quotidienne - Environnement de type "Grand magasin - Paris 1977 (100 m2). Cette œuvre a été acquise par le Fonds national d'art          contemporain en  2009.
- 2008-2009 : Performing the city, Munich, Naples, Paris (INHA) en mai, puis Sao Paulo, Tokyo, Séoul, Moscou, New York
- 2004 : UNTEL1975-1980 Arc aux-arts de Dijon, le Centre national édition art image[4] et l'ENSBA de Paris.
- 2003 : Nationale 20, Autoroute 20, Musée de Cahors Henri-Martin
- 2002 : UNTEL a UNTEL, rétrospective organisée par La Galerie de Noisy-le-Sec
- 2001 : Expérimenter le réel - Réalité revisitée, Centre départemental d'art contemporain Cimaise et Portique, Albi
- 1980 : Une idée en l’air, galerie White Columns, New York, USA
- 1979 : UNTEL, CADC, Tour 41, Belfort
- : UNTEL, C Space Gallery, New-York, USA
- 1978 : UNTEL - Vie quotidienne, environnement de type "Grand magasin", Maison de la Culture, Chalon-sur-Saône
- : Nationale 20, Auzole (Le Causse), Musée des beaux-arts Henri-Martin de Cahors
- : Séminaire sculpture, Objet,Monument, Pourquoi ? Ecole Nationale des beaux-arts, Nancy
- : Livres d'art et d'artistes, Galerie NRA, Paris
- 1977 : Vie quotidienne - Environnement de type Grand Magasin, 10e Biennale de Paris, Musée national d'art moderne de la ville de Paris
- : Informations/projection/débat, Ecole sociologique interrogative,Paris
- : 2e Symposium Franco-Allemand, Galerie des Beaux-Arts, Bordeaux et Neue Galerie - Sammlung Ludvig, Aachen, Allemagne
- : Reflets de la 10e Biennale de Paris, Maison de la Culture, salle Robert Desnos, Ris-Orangis
- 1976 : UNTEL à Mâcon, Galerie des Ursulines, Mâcon
- :  27e Salon de la Jeune Peinture, Musée du Luxembourg, Paris
- :  7e  Rencontres internationales de la photographie, Arles
- 1975 : SIGMA 11, CAPC Les Entrepôts Lainé, Bordeaux
- : Exposition/intervention/débat, Ecole Nationale Supérieure des Arts Décoratifs, Paris
- : 26e Salon de la jeune peinture, Musée d'art moderne de la ville de Paris, Paris

### Expositions personnelles
- 2015 : "UNTEL, L'art d'être touriste" galerie mfc-michele didier, Paris
- 2014:  "Regarder des prix"   Eurasia Universty Art and Design, Xi'an (Chine) (Exposition et résidence)
- 2014 : Slogans collection-1988/2013, Bibliothèque d'étude et d'information de Cergy-Pontoise (juillet-août)
- 2011 :  "Regarder des prix" Galerie Mémoires, Albi
- 2010 : Sentences Galerie Kandler, Toulouse
- 2009 : Magic Stick, Nuit Blanche de Paris. Dépôt anonyme et aléatoire de 100 Magic Sticks dans les rues du quartier latin au cours de la nuit du samedi 3 au dimanche 4   octobre, en liaison avec la galerie Incognito, Paris 2008 :
- 2008 : DADAFLUXUSCODE  Hôtel de Rochegude, Albi
- 2007 : Sédiments de crise Espace Peiresc, Toulon
- 2006 : Flash mob, installation inter-active, jardin du Luxembourg dans le cadre de l'exposition « Taille humaine » organisée par Art Sénat, Paris
- 2006 : Amusez-vous de la vie, Galerie Kahn, Paris
- 2004 : Galerie Cour Carrée, Paris
- 2003 : Logo non logo Centre culturel Léonard de Vinci, campus de l'ENAC, Toulouse
- 2003 : Galerie Kandler, Toulouse
- 2001 : Galerie Kahn, Strasbourg
- 2001 : Galerie Kandler, Toulouse
- 2000 : Galerie Cour Carrée, Nancy
- 2000 : Galerie Akie Aricchi, Paris
- 1999 : Art Brussels, Bruxelles (Belgique)
- 1998 : Peintures codées Galerie de l’Arsenal, Metz
- 1998 : Galerie Kahn, Strasbourg
- 1997 : Galerie Zéro, L’Infini, Besançon
- 1996 : Galerie Cour Carrée, Nancy
- 1995 : FIAC Grand palais, Galerie Krief, Paris
- 1995 : Les pixels du peintre Galerie Le Roux, Montréal (Canada)
- 1994 : Galerie MDJ art contemporain, Neuchâtel (Suisse)
- 1993 : Peintures codées Maison du livre et de l’image, Villeurbanne
- 1993 : 3 Passages  Centre d’art contemporain Passages, Troyes
- 1992 : Galerie Krief Art contemporain, Paris
- 1991 : Galerie MDJ Art Contemporain, Neuchâtel
- 1989 : Galerie Mario R. Mainetti, Bâle (Suisse)
- 1988 : Codes peintures Galerie Vermeer, Paris
- 1984 : Les Hautes Fenêtre Galerie Eric Fabre, Paris (galerie Kamel Mennour actuellement)

### Expositions collectives(récentes)
- 2016 Panorama de l'art contemporain français, SOMA Museum of art, Séoul (Corée)
- "Voyelles"  Musée de l'ancien tribunal, Florac
- 2015 Hors texte, livre d'artistes, CAPC Bordeaux
- 2014 : Librairie Mazarine à l'occasion de la sortie du livre "Interviewer la performance",  Paris
- 2013 : Quelques instants plus tard  Centre d'art "A cent mètres du centre du Monde", Perpignan
- 2013 : Quelques instants plus tard Centre d'art Le rouge Cloître, Bruxelles (Belgique)
- 2012 : E.mail art, galerie Taïss, Paris
- 2012 : Quelques instants plus tard Couvent des Cordeliers, Paris
- 2012 : Quelques instants plus tard  Musée de la bande dessinée et de l'image, Angoulême
- 2012 : Combien ça vaut ? Galerie Taïss, Paris
- 2010 : Sound Stick Magic, MICS Palais Grimaldi, Monaco
- 2009 : Art Paris, Grand Palais, Paris, éditions Rémy Bucciali[5], Colmar
- 2008 : 8e symposium international de sculpture contemporaine, Musée de Santo Tirso (Portugal)
- 2008 : Just a Glance, galerie Cour Carrée, Paris
- 2008 : Nouveaux médias, musée de l'université Eurasia, Xi'an
- 2008 : Slick 08, Espace Cent-Quatre, Paris, galerie Vanessa Suchar, Paris
- 2008 : St'Art Strasbourg, galerie Kahn, Ars-en-Ré
- 2008 : A demain, Mail art, restaurant le Select, Paris
- 2007 : Livres d'artistes, (rétrospective) Musée national d'art et d'histoire, Taipeh
- 2007 : Escaliers, La verticale du possible, galerie Charlotte Norberg, Paris
- 2007 : Foire d'art contemporain de Karlsruhe (Allemagne), galerie Kandler, Toulouse
- 2007 : KIAF, foire d'art contemporain de Séoul (Corée), galerie Kandler, Toulouse
- 2006 : Rugby blue, Cow parade, avenue Matignon et esplanade de la Défense, Paris
- 2006 : Le tas d'esprit, commissariat de Ben, galerie Seine 51, Paris
- 2005 : In the mood of art La galerie sans galerie, Vanessa Suchar, Londres
- 2004 : Art Event, Lille, galerie Suty, Coye
- 2003 : Hybride-art-codes-barres, Musée français de la carte à jouer, Issy-les-Moulineaux
- 2003 : Plantations/Toucher du bois, parc de l'abbaye de Jumièges
- 2002 : Passion 4 art, The Art Bar, La galeriste sans galerie, Vanessa Suchar, Londres
- 2001 : 30 ans d'estampes Eric Linard éditeur, exposition internationale itinérante organisée par l'AFAA